# パイオニア・プレイス
パイオニア・プレイス（英: Pioneer Place）は、アメリカ合衆国オレゴン州ポートランドの中心街にある高級ショッピングモール。小売店、レストラン、駐車場、「パイオニア・タワー」という名のオフィスタワーから構成される。モールそのものは4つの建物に広がっており、お互いはスカイウォークまたは地下モールによって繋がっている。敷地は4つの街区全体を占めており、中心をヤムヒル通りと4番通りが十字に貫いており、北側でモリソン通り、南側でテイラー通り、東側で3番通り、西側で5番通りと接している。
開発は大きく見て2つのゾーンに分かれて行われた。その痕跡は2つのメインビルディングの名前に垣間見ることができる。その名も、「パイオニア・プレイスI／アトリウム・ショップス／ゾーンA」、もうひとつは「パイオニア・プレイスII／ロタンダ・ショップス／ゾーンB」である。これらのセクションは、地下も含めて4階建てである。「カスケーズ」と呼ばれるフードコートは「パイオニア・タワー／ゾーンC」の地下に設置されている。
パイオニア・プレイスIはMAXライトレールのホームの真ん中に位置しており、ポートランド・トランジット・モールの5番通りセクションに面している。

## アンカー

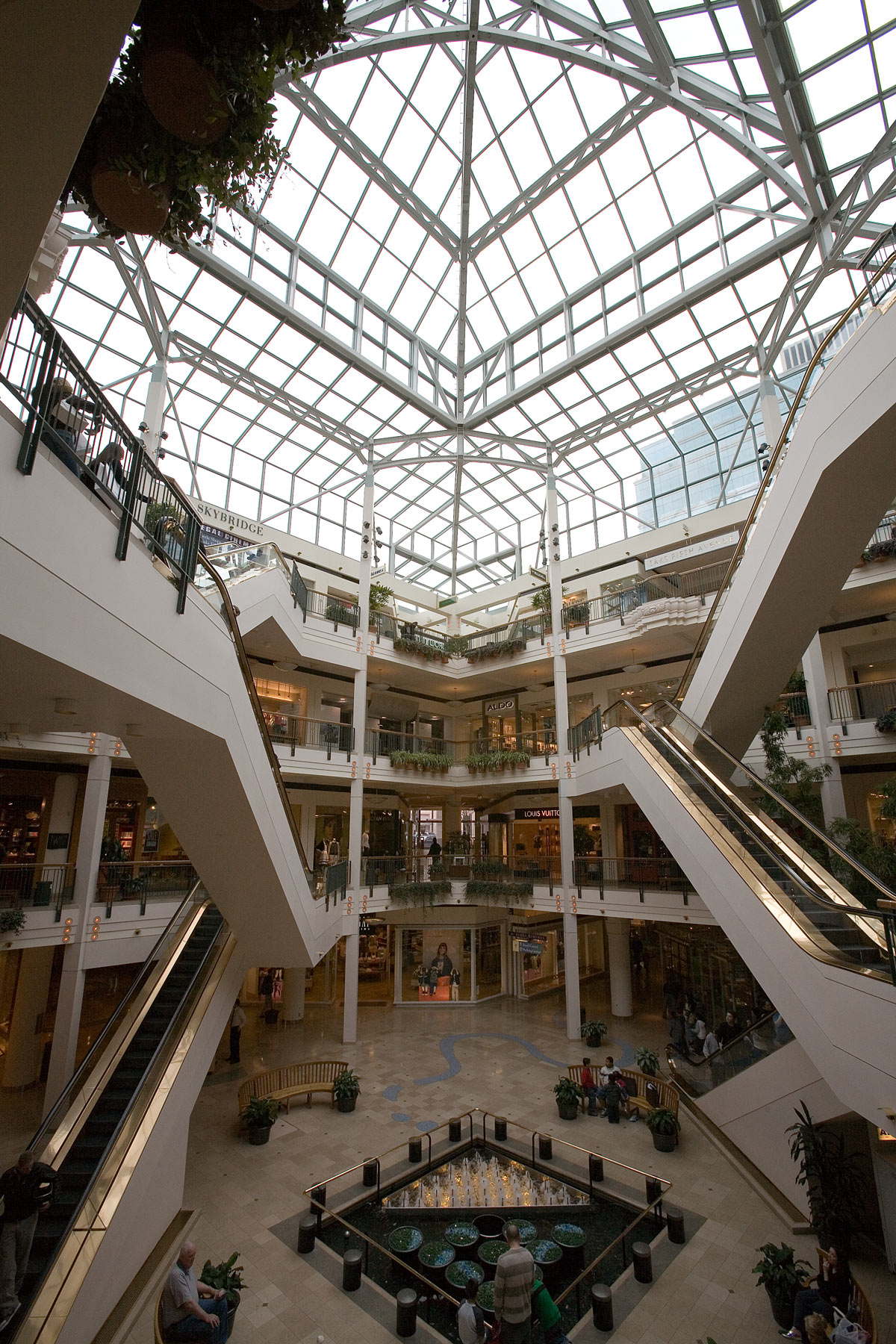
アトリウム・ショップスの内観

- サックス・フィフス・アベニュー：パイオニア・タワーの1階にあるほか、メンズ製品をパイオニア・プレイスII／ゾーンBに構える。2010年7月閉店予定[2]。
- ティファニー：駐車場棟の1階による。
- リーガル・シネマズ：6スクリーンをもつ映画館。パイオニア・プレイスII/ゾーンBの最上階にある。